# Sciopero dei minatori britannici del 1984-1985

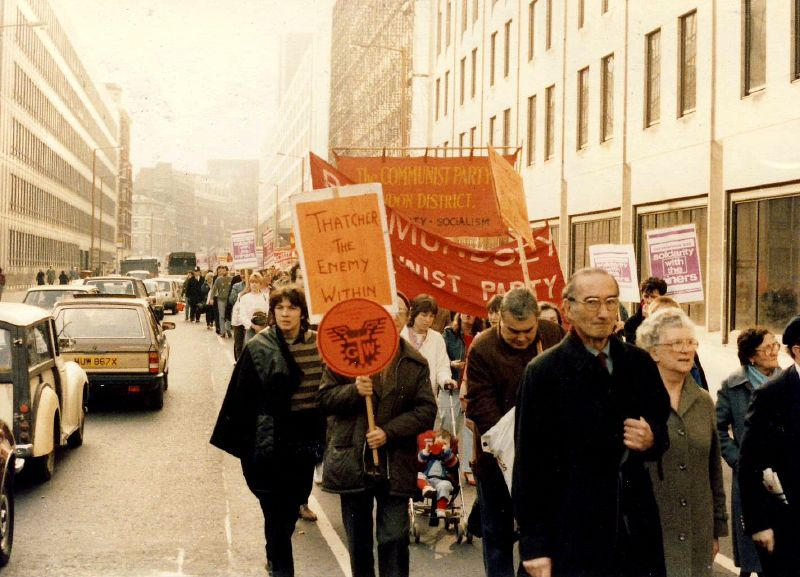
Corteo a Londra durante lo sciopero dei minatori nel 1984

Lo sciopero dei minatori britannici del 1984-1985 (in inglese UK miners' strike) fu un'azione di lotta sindacale condotta dall'Unione Nazionale dei Minatori (NUM) di Arthur Scargill tra il marzo 1984 e il marzo 1985, volta ad impedire la chiusura di venti giacimenti carboniferi nel Regno Unito con il conseguente licenziamento di circa 20.000 minatori. 
Al termine dello sciopero, durato un intero anno, si registrarono due minatori morti ed un totale di 11.291 arresti da parte della Polizia per "turbamento dell'ordine pubblico" e "interruzione della mobilità veicolare".

## Storia

### Preludio della protesta
Agli inizi del '900 le cave di estrazione carbonifera nel Regno Unito erano circa un migliaio. Nel 1984 ne erano rimaste in funzione solamente 173, e l'occupazione complessiva era passata da circa un milione di minatori e operai (1920) ai 231.000 del 1982.
Questo calo della produzione e del consumo del carbone è un aspetto a cui si è assistito contemporaneamente in varie parti del mondo, in particolare negli Stati Uniti d'America.
L'estrazione del carbone era stata nazionalizzata dal Governo Inglese nel 1947 e nel corso dei decenni successivi l'industria carbonifera era stata spesso sovvenzionata dallo Stato.
Perdipiù, nel 1984 i giacimenti si erano praticamente esauriti e il carbone rimanente diventava di giorno in giorno più costoso da raggiungere. La soluzione proposta dal Governo per ovviare a questo problema fu un aumento della meccanizzazione del lavoro e la richiesta di una maggiore efficienza da parte dei minatori. 
Nonostante questi accorgimenti, tra il 1958 ed il 1967 si assistette ad una profonda ristrutturazione dell'industria nazionale del carbone in collaborazione con i sindacati, che portò ad un dimezzamento della forza lavoro occupata.
Tra il 1968 ed il 1977 vi fu quindi una fase di temporanea stabilizzazione del comparto industriale, con le chiusure ridotte al minimo così come i licenziamenti. Tuttavia la domanda di carbone continuava a decrescere costantemente.
In questi anni si assistette ad una massiccia migrazione di minatori, che dai giacimenti carboniferi oramai già in rovina in Scozia, Galles e Lancashire si spostarono in cerca di lavoro nello Yorkshire e nelle Midlands.

### Lo sciopero generale dei minatori
La disputa iniziò quando il governo conservatore guidato da Margaret Thatcher annunciò la chiusura della miniera di carbone di Cortonwood, nello Yorkshire, come primo atto dello smantellamento di altri venti siti estrattivi, che avrebbe comportato la perdita di ulteriori 20.000 posti di lavoro. A tale annuncio, il NUM rispose proclamando uno sciopero nazionale. 
Lo sciopero coinvolse fino a 165.000 minatori, che furono appoggiati da gente di tutto il mondo. Il governo dispiegò ingenti forze di polizia intorno alle miniere di carbone e numerosi furono gli scontri violenti.

### La mobilitazione della polizia
Il picchettaggio degli scioperanti davanti ai giacimenti (volti ad impedire l'accesso al lavoro dei crumiri) spesso si risolse in atti di violenza e sabotaggio. Diverse volte gli scioperanti impedirono l'accesso ai giacimenti bloccando le strade con autovetture e caravan.
Nel tentativo di arginare le proteste, il Governo ricorse all'uso massiccio della Polizia, richiamando uomini da tutte le zone del Regno Unito. Fu utilizzata anche la Polizia Metropolitana. 
Alle forze dell'ordine fu dato il potere di incanalare, deviare o interrompere il traffico automobilistico in base alle necessità e, col passare del tempo, raggiungere i giacimenti in auto divenne sempre più difficile, nel Nottinghamshire praticamente impossibile. Tale attività di interruzione del traffico era per le Forze dell'Ordine di vitale importanza, in quanto i minatori dei vari giacimenti del paese facevano rete tra loro e spesso si assisteva a trasferimenti di centinaia di minatori per sostenere a vicenda i rispettivi scioperi. Il NUM dichiarò più volte illegittimo l'uso della forza da parte del Governo, come in occasione della sosta forzata nel Dartford tunnel di alcuni minatori che volevano recarsi ai giacimenti del Kent per dare appoggio ai loro colleghi. 
Il 16 luglio 1984, durante un meeting di Governo, il Primo Ministro Thatcher chiese di istituire lo "Stato di Emergenza Nazionale", che avrebbe consentito al Governo di mobilitare 4.500 autisti militari, in quanto si erano riscontrare grosse difficoltà nel trasferire di giacimento in giacimento gli uomini della Polizia. Tuttavia la proposta venne rigettata in quanto considerata non necessaria ed avrebbe avuto l'effetto controproducente di dare un senso di militarizzazione della protesta.

### Le violenze
Lo sciopero dei minatori del 1984 fu la più violenta pagina di lotta sindacale del Regno Unito nel XX secolo. Va detto che storicamente gli scioperi dei minatori nel Regno Unito erano da sempre stati connotati dalla violenza (come nel 1921), ma i livelli che si sono raggiunti nel 1984 non hanno certo eguali per durata ed intensità.
Testimonianze di violenza sui minatori da parte della Polizia si ebbero fin dai primi giorni di sciopero, ma spesso si assisteva a scene di violenza anche tra minatori e "crumiri".
Anche i danni alle proprietà dei "crumiri" erano assai comuni, con finestre rotte e auto incendiate.  Ted McKay, il segretario del Galles del Nord che sostenne una votazione nazionale prima dell'azione di sciopero, dichiarò di aver ricevuto minacce di morte e minacce di rapimento dei suoi figli.
Occasionalmente veniva preso di mira anche il personale amministrativo dei giacimenti.
L'autista di taxi David Wilkie fu ucciso il 30 novembre 1984 mentre, a bordo della sua auto, accompagnava al lavoro un "crumiro" del giacimento di Merthyr Vale, nel Galles del sud. Secondo le ricostruzioni della Polizia, due minatori lanciarono da un ponte una grossa barra di cemento che fini sulla macchina di Wilkie uccidendolo sul colpo. I due minatori furono successivamente arrestati e condannati per omicidio colposo. Successivamente la Polizia affermò che quell'episodio colpì molto l'opinione pubblica e in seguito contribuì a ridurre parzialmente le azioni violente dei dimostranti.
Un altro minatore, Michael Fletcher, fu assalito da cinque dimostranti in casa sua nel novembre del 1984, dinanzi agli occhi della moglie incinta e del figlio piccolo. Gli assalitori, muniti di mazze da baseball, causarono a Fletcher la frattura di due costole e di una scapola, oltre ad un ginocchio slogato. Dei cinque assalitori solo due furono condannati per lesioni gravi, mentre gli altri tre furono assolti dalle accuse di aggressione.

### La fine della contestazione
Dopo oltre 51 settimane di lotta, durante le quali tra i lavoratori si registrarono 2 morti, 710 licenziamenti e 10.000 procedimenti giudiziari, un congresso straordinario del NUM votò a stretta maggioranza (98 a 91) la ripresa del lavoro. Il sindacato uscì fortemente indebolito dallo scontro, mentre Margaret Thatcher poté consolidare il proprio programma neoliberista.

## Parti in causa
- Unione Nazionale dei Minatori (NUM), Sindacato Nazionale dei Minatori. Fondato nel 1945, ad esso aderivano in pratica tutti i minatori britannici (cosiddetta politica del "Closed Shop"). Dal 1981 era guidato da Arthur Scargill.
- National Coal Board (NCB) l'ente governativo che gestiva la produzione di carbone dal momento della nazionalizzazione dell'industria mineraria britannica, avvenuta nel 1947 sotto il governo laburista di Clement Attlee. Dal marzo 1983 era guidato dall'industriale scozzese-americano Ian MacGregor.
- National Association of Colliery Overmen, Deputies and Shotfirers (l'Associazione Nazionale dei sovraintendenti, addetti alla sicurezza e responsabili delle detonazioni in miniera). Fondata nel 1910.
- Trades Union Congress (TUC), Federazione dei sindacati, la confederazione che unisce i 58 sindacati del Regno Unito, fondata nel 1868.
- Governo del Regno Unito, guidato da Margaret Thatcher, leader del Partito Conservatore. Alle elezioni del giugno del 1983 aveva ottenuto con larga maggioranza il suo secondo mandato consecutivo.

## Al cinema
- Lo sciopero dei minatori della Contea di Durham fa da sfondo alle vicende narrate nel film Billy Elliot: il padre ed il fratello maggiore di Billy fanno parte della frangia più irriducibile di minatori che, nonostante l'indigenza, aderiscono per una parte del film allo sciopero.
- Lo sciopero è oggetto del film Pride, ispirato ai reali avvenimenti che hanno portato un gruppo di omosessuali londinesi, guidato da Mark Ashton, a supportare gli scioperanti di una cittadina di minatori del Galles.
- La chiusura di una miniera è il soggetto del film Grazie, signora Thatcher, commedia drammatica del 1996, scritto e diretto da Mark Herman.
- Il documentario Stil the enemy within, scritto e diretto da Owen Gower, ripercorre tutte le fasi dello sciopero, raccontato da alcuni dei minatori che vi parteciparono.

## Musica
- Nel 1984 la band industrial londinese Test Dept. ha pubblicato, in collaborazione con il South Wales Striking Miners Choir[9] (il coro dei minatori del Galles del Sud in sciopero) l'album Shoulder to Shoulder[10] su etichetta Some Bizarre Records con l'intento di raccogliere fondi per supportarne la causa.
- Il testo di "We Work the Black Seam" di Sting trae spunto dallo sciopero.
- La rock band irlandese U2 ha composto una canzone (contenuta nell'album The Joshua Tree del 1987) in onore di questo sciopero, intitolata "Red Hill Mining Town".

## Letteratura
- The Enemy Within (disponibile solo in inglese), di Seumas Milne (2014), è il più completo resoconto giornalistico dello sciopero del 1984. Il titolo, che in italiano significa "il nemico interno", fa riferimento a un discorso di Margaret Thatcher in cui venivano così definiti i minatori aderenti allo sciopero, in parallelismo con il nemico esterno (the enemy without) contro cui veniva combattuta la guerra delle Falkland.
- The Enemies Within, (disponibile solo in inglese), di Ian McGregor (1986), è il resoconto dello sciopero visto da uno dei suoi protagonisti, all'epoca direttore del National Coal Board.
- GB84, di David Peace (2004), è la storia romanzata dello sciopero e degli scontri tra minatori, membri del sindacato, esponenti del governo e dello MI5. Vincitore del James Tait Black Memorial Prize nel 2005.

## Videogiochi
Il videogioco Monty Mole tratta la vicenda dello sciopero attraverso il protagonista che verrà arrestato per un furto di carbone.